# 林春樹
林 春樹（はやし はるき、1956年3月11日 - ）は、日本の実業家。三菱ふそうトラック・バス株式会社取締役副社長。三菱商事株式会社顧問。欧州三菱商事会社元社長。在英日本商工会議所元会頭。

## 人物・経歴
1980年上智大学外国語学部卒業。同年4月、三菱商事株式会社に入社、原料炭部に配属。1983年オーストラリア三菱商事会社（シドニー）、1987年石炭部、1995年エム・シー石炭株式会社出向、1998年石炭部、2001年Mitsubishi Development Pty Ltd.出向（シドニー）、2005年鉄鋼原料本部鉄鉱石事業ユニットマネージャー、2007年鉄鋼原料本部ステンレス・特殊鋼原料事業ユニットマネージャー、2009年ヨハネスブルグ支店、2011年理事就任、欧阿中東CIS副統括（アフリカ）兼ヨハネスブルグ支店長、2013年執行役員就任、欧州・アフリカ統括兼欧州三菱商事会社社長（ロンドン）、2015年常務執行役員就任。2018年常務執行役員退任、その後同社顧問就任。また、在英日本商工会議所会頭を歴任。
2019年、三菱商事と同じ三菱グループの三菱ふそうトラック・バス株式会社取締役副社長に就任。国内販売・カスタマーサービス本部の本部長に就き、日本の販売とサービスを統括。
2021年2月、日英関係発展における様々な分野での功績が認められ、大英帝国勲章OBEを受章。